# 韋伯斯特縣 (肯塔基州)
韋伯斯特縣（英語：Webster County）是美國肯塔基州西部的一個縣，在區域地理上屬於西部產煤區。面積869平方公里。根據美國2000年人口普查，共有人口14,120人。縣治迪克森 (Dixon)。
成立於1860年7月1日。本縣紀念曾兩任國務卿的丹尼爾·韋伯斯特（Daniel Webster）。本縣為一禁酒的縣。